# Аббатство Валь-де-Грас
Аббатство Валь-де-Грас (фр. Abbaye du Val-de-Grâce) — ныне не действующий монастырь в V округе Парижа.
Аббатство было построено в XVII веке по распоряжению Анны Австрийской, в знак благодарности Богу за рождение сына — Людовика XIV. Первый камень был заложен в 1645 году, когда маленькому Людовику было уже семь лет. Изначально строительство монастыря было поручено Франсуа Мансару; затем его продолжили Жак Лемерсье, Пьер Ле Мюэ и Габриель Ле Дюк. Работы были завершены лишь в 1667 году. Долгое время аббатство служило королевской усыпальницей.
После смерти Анны Австрийской аббатство пришло в упадок. Здание уцелело в годы Великой французской революции, однако в 1793 году указом Национального конвента оно было передано военному госпиталю. Возможно, именно это позволило ему сохраниться в прекрасном состоянии.
В настоящее время в здании аббатства по-прежнему располагается одноимённый госпиталь. Кроме того, здесь размещаются военно-медицинская школа, библиотека Медицинской службы вооружённых сил Франции и Музей медицинской службы армии. Экспозиция музея рассказывает о создании, истории и миссии медицинской службы.
В монастырский комплекс входит также церковь Валь-де-Грас, построенная в стиле барокко. Это действующий храм, принадлежащий Военному ординариату Франции.